# Pietro Brandani
Pietro Brandani (Roma, 19 dicembre 1914 – ...) è stato un calciatore italiano, di ruolo portiere.

## Carriera

### Club
Fu titolare per 6 gare della Serie A 1933-1934, esordendo l'11 marzo 1934 durante il derby contro la Roma (3-3). Nelle 6 partite che giocò in massima serie, subì 20 reti. Rimase poi per due stagioni ai margini della rosa, tornando a giocare in Serie A nel 1936-1937, in cui venne impiegato in due occasioni. Fu poi ceduto al Rovigo, allenato da Renato Bottacini; nel 1938 passò al Taranto, con cui disputò una stagione in Serie C. Giocò poi durante il campionato romano di guerra e in diverse squadre dilettantistiche romane e laziali.

## Palmarès

### Club

#### Competizioni nazionali
- Serie C: 1

Civita Castellana: 1946-1947